# 圣日耳曼朗戈
圣日耳曼朗戈（法語：Saint-Germain-Langot，法語發音：[sɛ̃ ʒɛʁmɛ̃ lɑ̃ɡo] ⓘ）是法国卡尔瓦多斯省的一个市镇，属于卡昂区。

## 地理
圣日耳曼朗戈（48°55'20"N, 0°19'25"W）面积10.35 平方千米，位于法国诺曼底大区卡爾瓦多斯省，该省份为法国西北部沿海省份，北濒大西洋英吉利海峡，东北与滨海塞纳省以海上边界相接，东临厄尔省，南至奧恩省，西与芒什省接壤。
与圣日耳曼朗戈接壤的市镇（或旧市镇、城区）包括：博讷伊、莱法尔、马尔坦维尔、昂特河畔马蒂尼、皮埃尔蓬、特雷普雷勒、于西、塞尼莱苏尔斯。

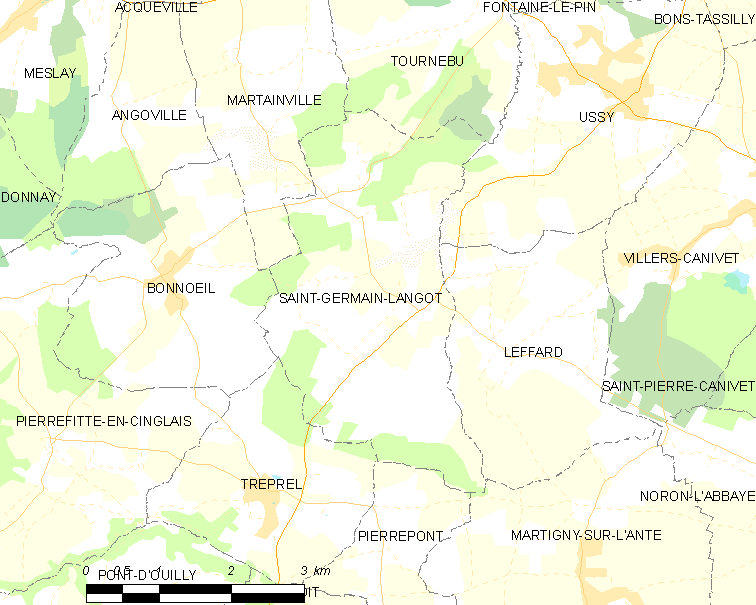
圣日耳曼朗戈的OSM定位图

圣日耳曼朗戈的时区为UTC+01:00、UTC+02:00（夏令时）。

## 行政
圣日耳曼朗戈的邮政编码为14700，INSEE市镇编码为14588。

## 政治
圣日耳曼朗戈所属的省级选区为法莱斯县。

## 人口

1962-2008年间圣日耳曼朗戈人口变化图示

圣日耳曼朗戈于2022年1月1日时的人口数量为352人。